# Simple Minds

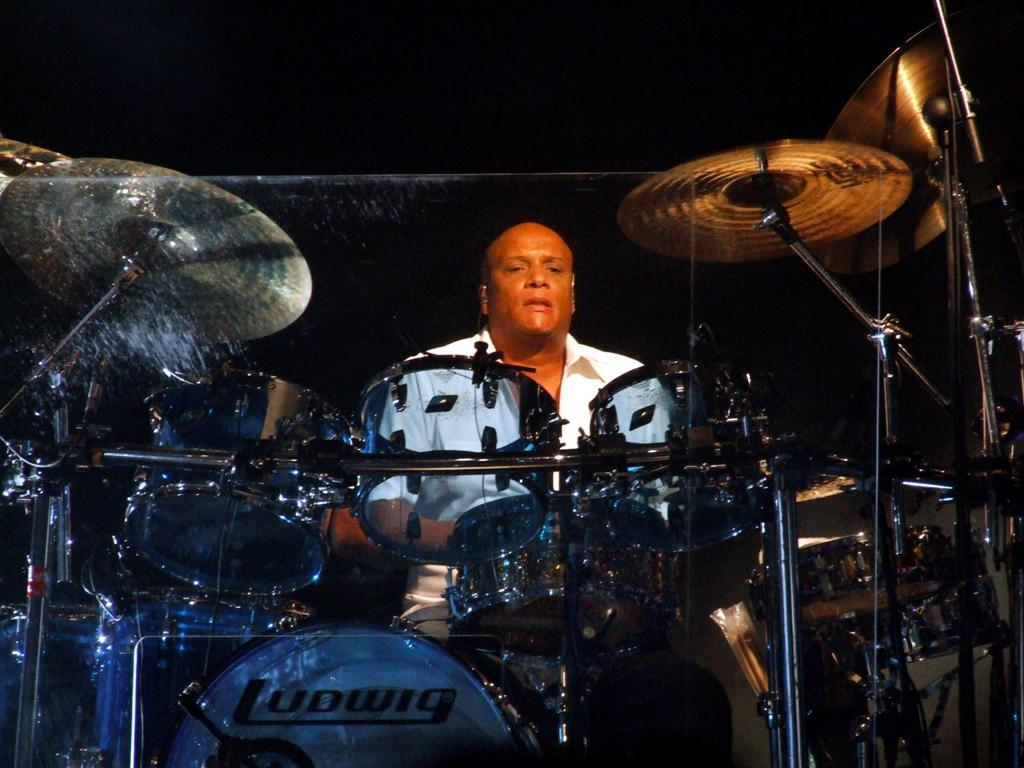
Mel Gaynor

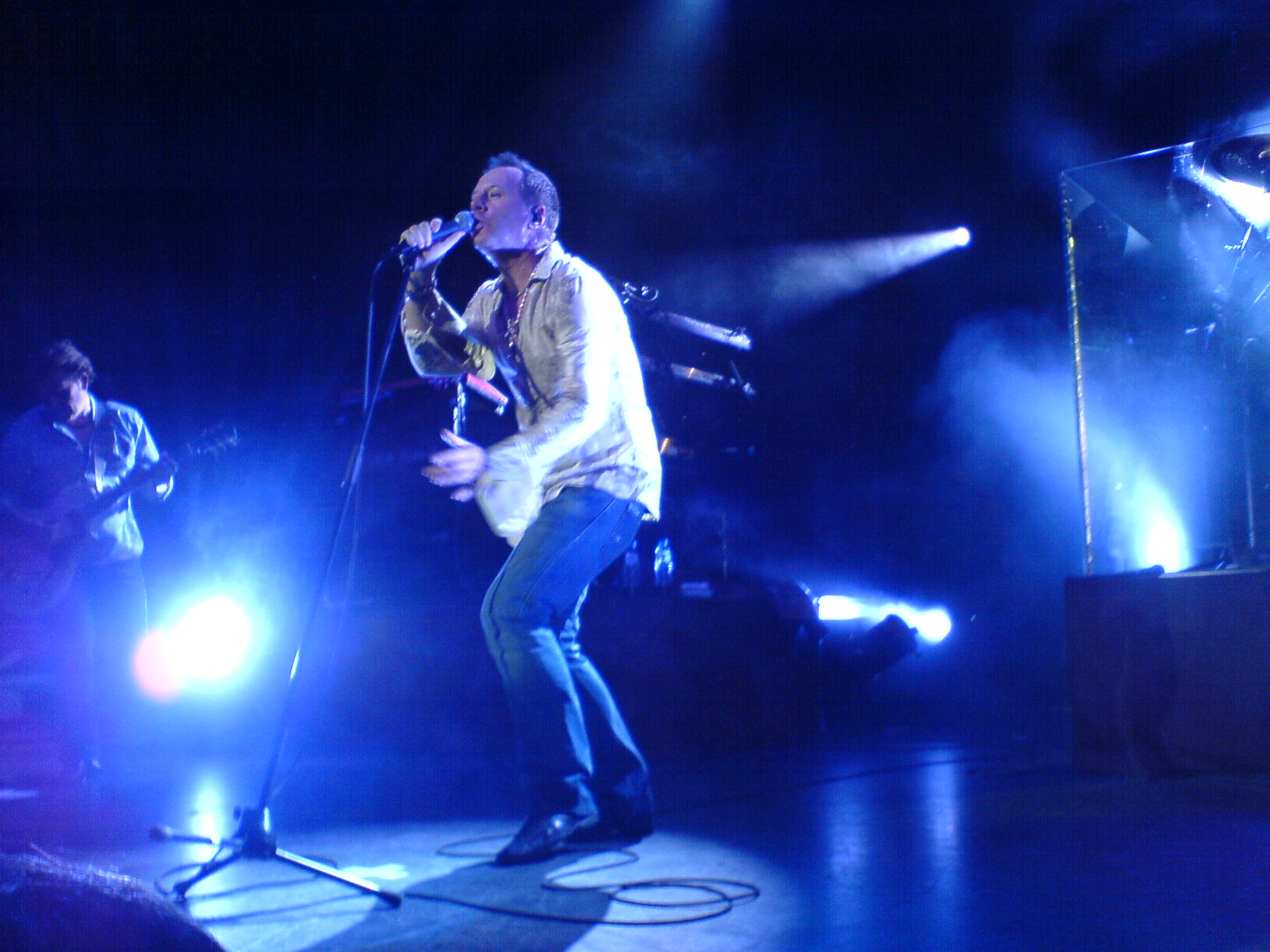
Jim Kerr

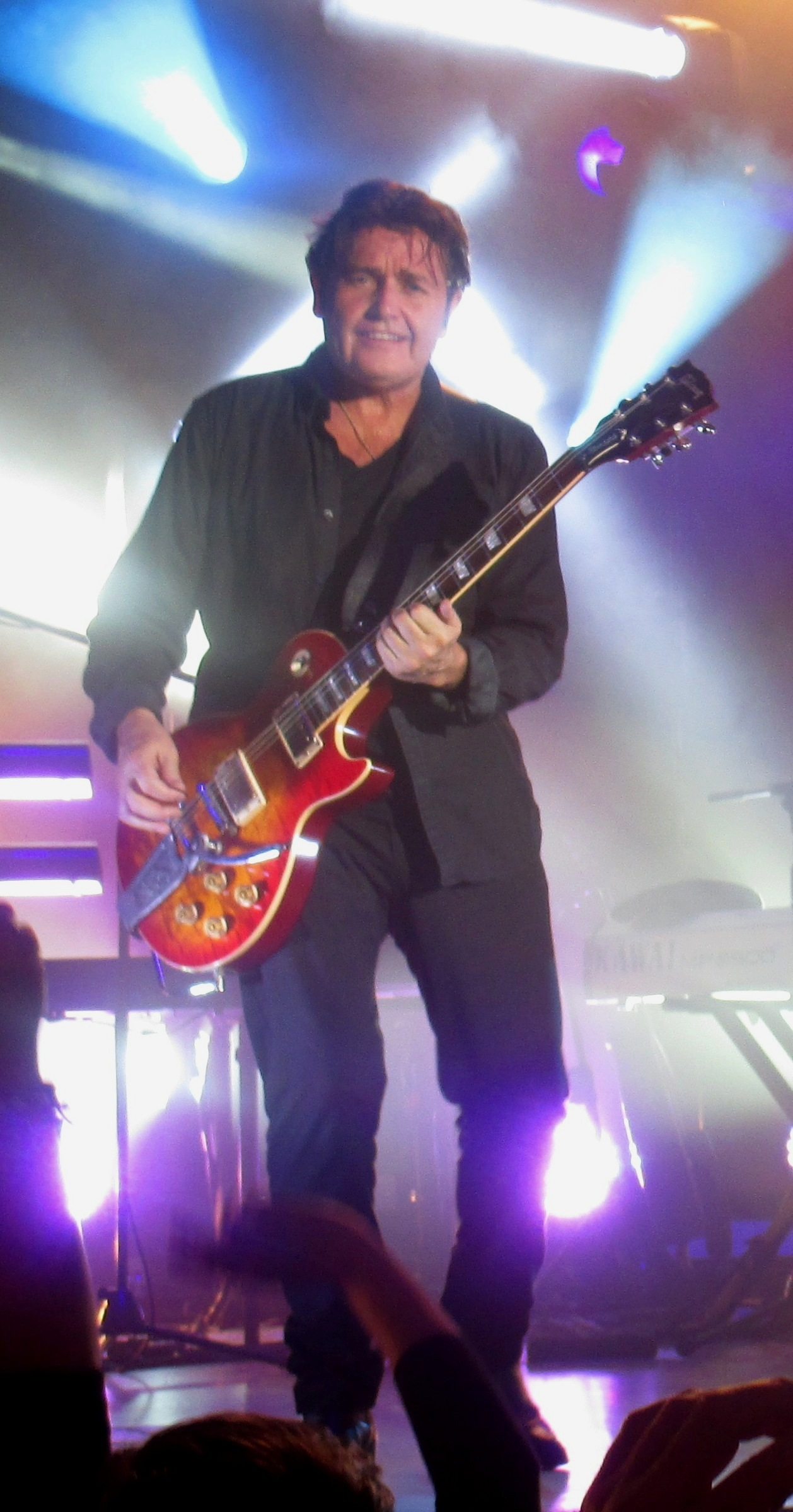
Charlie Burchill

Simple Minds ist eine 1978 in Glasgow gegründete schottische Musikgruppe und eine der erfolgreichsten Bands der 1980er und 1990er Jahre. Ab Mitte der 1980er bis in die frühen 1990er Jahre platzierten sie fünf Langspielplatten und die Single Belfast Child auf Platz eins der Hitparade im Vereinigten Königreich, sowie die Single Don’t You (Forget About Me) auf Platz eins in den USA.
Die Band hat seit 1979 unter verschiedenen Plattenlabeln und in unterschiedlichen Besetzungen über 60 Millionen Tonträger verkauft.
Die aktuelle Besetzung der Band bilden neben den beiden Gründungsmitgliedern, Jim Kerr (Gesang) und Charlie Burchill (Gitarre), die Sängerin Sarah Brown, der Bassist Ged Grimes, die Sängerin und Keyboarderin Berenice Scott, die Schlagzeugerin Cherisse Osei und der Gitarrist Gordy Goudie, der bereits Anfang der 2000er Jahre mit der Band zusammenarbeitete.

## Geschichte

### Anfänge
Die Anfänge der Gruppe liegen 1975/1976 in der Coverband Biba-Rom!. Die Schulfreunde Jim Kerr, Charlie Burchill, Brian McGee und weitere Musiker spielten Songs von Patti Smith, Cockney Rebel, David Bowie und Lou Reed.
Im April 1977 startete die Gruppe in leicht veränderter Besetzung unter dem Namen Johnny and the Self Abusers als Punkband. Nach nur einer Single (Saints and Sinners/Dead Vandals) löste sich die Gruppe im November 1977, wegen interner Querelen, wieder auf.
1978 starteten Jim Kerr (Gesang), Charlie Burchill (Gitarre), Brian McGee (Schlagzeug) und Tony Donald (Bass) dann unter dem Namen Simple Minds. Den Namen entlehnte die Band einer Textzeile des David-Bowie-Songs The Jean Genie („He’s So Simple Minded He Can’t Drive His Module“). Im März 1978 stieß der Keyboarder Michael MacNeil zu der Band, im Mai 1978 verließ sie der Bassist Tony Donald. Für Demoaufnahmen nahm die Band den Gitarristen Derek Forbes von der aufgelösten Band Subhumans als Bassisten mit ins Studio. Derek Forbes, der eigentlich als Leadgitarrist weitermachen wollte, wurde während der Arbeit an den Demos die Gitarre gestohlen, und so fragte er die Band, ob er als Bassist bleiben könne.
Somit hatte sich Mitte 1978 die Formation gefunden, die ab 1979 Schallplatten veröffentlichen würde und den Welterfolg der Simple Minds begründete.
Im November 1978 unterschrieben sie ihren ersten Plattenvertrag bei Bruce Findlay’s Zoom Records.
1979 wurde im Februar mit Life in a Day das erste Album aufgenommen, im März die Single Life in a Day und im April die LP Life in a Day veröffentlicht.
Nach dem ersten Album, dessen Klang noch stark vom Punk beeinflusst war, kamen die beiden nächsten Alben nicht so gut an. Real to Real Cacophony, das zweite Album, veröffentlicht im November 1979, ist eine völlige Abkehr vom Punk und klingt vergleichsweise experimentell. Beim dritten Album, veröffentlicht im September 1980, Empires and Dance, versuchte die Band einen eher tanzbaren Sound zu schaffen; der Rhythmus steht klar im Vordergrund. Obwohl die Kritik positiv war, verkauften sich die Alben und die Singles schlecht. Die Plattenfirma Arista Records zeigte sich skeptisch und weigerte sich zunächst, die Platte überhaupt zu pressen. Der Ärger ging so weit, dass die Band kurz vor der Trennung stand. Als sich kurz darauf Peter Gabriel als Anhänger der Simple Minds bekannte und diese mit auf Tour nahm, war klar, dass es weitergehen konnte. Diese ersten drei Alben wurden von John Leckie produziert.
Die Simple Minds waren finanziell ziemlich am Ende, als sie im Herbst 1980 mit der Empire-and-Dance-Tour als Vorgruppe von Peter Gabriel auf Europatournee gingen. Die Tournee verschaffte der Gruppe zwar einen Popularitätsschub, der die Frustration über die Plattenfirma jedoch nicht mildern konnte. Man trennte sich Anfang 1981 und Arista willigte ein, den Vertrag zu lösen, wobei die Rechte an den Alben aber bei dem Label blieben. Die Band unterschrieb einen neuen Vertrag bei Virgin Records.

### Erste Erfolge
In den folgenden Jahren veröffentlichte die Band mehrere Alben mit stetig wachsendem Erfolg. Ihr Klang veränderte sich in dieser Zeit sehr stark von New Wave hin zu Rock/Pop. Im Frühjahr/Sommer 1981 nahm sie das Album Sons And Fascination und das limitierte Bonusalbum Sister Feelings Call auf. Ein Sampler aus beiden Alben, Sons And Fascination/Sister Feelings Call, kam auf Platz 11 der Hitparade in Großbritannien und hatte Erfolg auf dem internationalen Markt, insbesondere in Kanada und Australien: In beiden Ländern wurde die Single-Auskopplung Love Song zum Top-20-Hit.
Durch den Stress der letzten Tour und die chaotischen Aufnahmebedingungen bei den Alben sah sich Brian McGee im Juli 1981 veranlasst, die Band zu verlassen. Kenny Hyslop wurde für die folgende Sons-and-Fascination-Tour sein Nachfolger am Schlagzeug.
New Gold Dream (81, 82, 83, 84) aus dem Jahre 1982 erreichte dann in den UK-Charts Platz 3. Die Singleauskopplungen Promised You a Miracle und Glittering Prize wurden ebenfalls Hits, und Jim Kerrs Texte kombiniert mit einem neuen, euphorischen Sound waren an der vordersten Reihe des so genannten „New Optimism“, neben U2 und später Big Country und anderen Bands. Neben Kenny Hyslop spielten auf diesem Album noch Mike Olgetree und Mel Gaynor Schlagzeug, wobei Mel Gaynor dann festes Bandmitglied wurde und mit auf die folgende Tour ging, die das ganze Jahr 1983 umfasste.
Sparkle in the Rain aus dem Jahr 1984 brachte dank des Produzenten Steve Lillywhite einen größeren Sound und das Album auf Platz 1 der UK-Charts. Waterfront, Up on the Catwalk und Speed Your Love to Me wurden Hits. Simple Minds hatten nun eine Fangemeinde, die dafür sorgte, dass ihre Tourneen in Europa, Kanada und Australien gut besucht waren und auf große Begeisterung stießen. In den USA blieben sie eher unbekannt: Anstatt dort als Headliner zu spielen, waren sie im Vorprogramm der Pretenders zu sehen.

### Internationaler Durchbruch
1985 gelang den Simple Minds mit der Single Don’t You (Forget About Me) aus dem Film Der Frühstücksclub, die sich zu einem internationalen Erfolg entwickelte, der Durchbruch. Am 18. Mai 1985 erreichte das Lied Platz eins in den US-Single-Charts. Der Bassist Derek Forbes verließ nach den Aufnahmen des Titels die Band und wurde durch John Giblin ersetzt.
Am 13. Juli 1985 traten sie beim Live-Aid-Konzert im John-F.-Kennedy-Stadium in Philadelphia auf.
Im Herbst 1985 folgte das Album Once Upon a Time, in dem die Band ihr politisches Engagement (vor allem für Amnesty International) in den Vordergrund stellte. Das Album erreichte ebenfalls Platz eins der UK-Charts, die Singleauskopplungen Alive & Kicking, Sanctify Yourself und All the Things She Said erreichten hohe Positionen in den Charts. Einnahmen der folgenden Once-Upon-the-Time-Tour wurden an Amnesty International gespendet.
Mit dem folgenden, live in Paris aufgenommenen Doppelalbum Live in the City of Light, aus dem Jahr 1987, gelang der Band das dritte Album in Folge auf Platz 1 der UK-Charts. Im schottischen Loch Earn wurde das bandeigene Bonnie-Wee-Studio eingerichtet.
Am 11. Juni 1988 spielten die Simple Minds auf dem Nelson Mandela 70th Birthday Tribute Concert, wofür der Titel Mandela Day komponiert und uraufgeführt wurde. Es folgte ein Auftritt bei der Artists-Against-Apartheid-Rally im Londoner Hyde Park.
Mit dem wieder auf Platz eins der UK-Charts platzierten, mit stark politisch gefärbten Texten versehenen, unter Mitwirkung der Geigerin Lisa Germano, 1989 erschienenen Album Street Fighting Years waren die Simple Minds auf dem Höhepunkt ihres Erfolges. Mit ihrem Lied Belfast Child über den Nordirlandkonflikt erreichten sie in Großbritannien Platz 1 in den Single-Charts. Wie U2 nutzten sie ihren Erfolg nun immer wieder, um auf soziale Missstände oder politische Ungerechtigkeiten aufmerksam zu machen. Auf dem gleichen Album veröffentlichten sie eine Coverversion des Liedes Biko von Peter Gabriel, eine Version, die später auf anderen Sammlungen ihrer Musik zu finden war. Der Bassist John Giblin wurde durch Malcom Forster von den Pretenders ersetzt. Nach der Street-Fighting-Years-Tour, von der Aufnahmen später auf der DVD Seen The Lights: Live In Verona veröffentlicht wurden, nahm sich Mick MacNeil eine Pause von der Band, sollte aber nie mehr zu ihr zurückkehren.

### Die 1990er Jahre
Mit Jim Kerr und Charlie Burchill verblieben nur noch zwei Stammmitglieder in der Band und in den folgenden Jahren fand ein ständiger Wechsel der weiteren Besetzung statt.
1990 begann mit dem Nelson Mandela Freedom Concert, auf dem Peter John Vettese das erste Mal bei den Simple Minds die Keyboards spielte. Im Herbst wurde das Themes Boxes Projekt mit der Veröffentlichung der Themes Boxes Volume One bis Volume Four gestartet, dann aber erst 2008 mit der Veröffentlichung der Themes Box Volume Five beendet.
Es folgte 1991 mit Real Life ein weiteres erfolgreiches Album, das Platz 2 in den UK-Charts erreichte und aus dem die Singles Let There Be Love, See The Light, Stand by Love und Real Life ausgekoppelt wurden. Der 1992 erschienene Sampler Glittering Prize 81/92 schaffte dann wieder den Sprung auf Platz 1 der UK-Charts. Im selben Jahr verließ Mel Gaynor erst einmal die Band.
Nach dem 1995 veröffentlichten Album Good News from the Next World, mit den Singles She's a River und Hypnotised, das noch einmal Platz 2 der UK-Charts erreichte, ging die Zeit der Top-Platzierungen für die inzwischen zum Duo geschrumpfte Band zu Ende. Die nachfolgenden Alben erreichten nicht mehr die Popularität der LPs aus den 80er Jahren. Trotz teilweise ausgedehnter Tourneen 1991 und 1995 gelang es nicht mehr, an alte Erfolge anzuknüpfen. Ein erneuter Wechsel der Plattenfirma (von Virgin/EMI zu Chrysalis/EMI) folgte 1996.
1997 traten Jim Kerr und Charlie Burchill das erste Mal bei den Night of the Proms auf, und der Sampler The Promised wurde aus diesem Anlass herausgebracht. Das vergleichsweise „elektronische“ Album Néapolis, für das die Band nur sehr wenig Konzerte gab, folgte 1998. Eine wieder neu zusammengestellte Formation spielte dann 1999 das Album Our Secrets Are the Same ein, das aber erst 2004 als Teil der Silver Box veröffentlicht wurde.

### Nach 2000
Als Chrysalis/EMI das bereits fertig aufgenommene Album Our Secrets Are the Same nicht veröffentlichen wollte und immer wieder neue Erscheinungstermine bekannt gab, wechselten die Simple Minds das Plattenlabel und unterzeichneten bei Eagle Records. Hier erschien 2001 zunächst Neon Lights, ein Album mit Cover-Versionen bekannter Rocksongs, und schließlich 2002 mit Cry ein weiteres Studioalbum mit neuem Material, für das die Band ausgiebig in Europa und den USA auf Tournee ging. Virgin Records brachte 2001 das Doppelalbum The Best of Simple Minds auf den Markt.
Für das Jahr 2003 wurde wieder die Veröffentlichung von Our Secrets Are the Same angekündigt, aber erneut verschoben. Im Oktober 2004 war es dann endlich so weit, bei Virgin Records erschien, lange angekündigt, das Album als CD 5 des Samplers Silver Box, das vier weitere CDs mit Demos, Live-Stücken und Radio-Sessions der Jahre 1979 bis 1995 enthält.
Im Frühjahr 2005 gab die Gruppe auf ihrer Website bekannt, dass sie einen Vertrag beim Label Sanctuary Records unterschrieben hatte. Das Album Black & White 050505 erschien dort am 12. September 2005. Als erste Single-Auskoppelung erschien Home, das in Großbritannien Platz 41 und in Deutschland Platz 53 erreichte. Das Album war ein bescheidener Erfolg und verkaufte sich am besten in Belgien (Platz 3), Italien (Platz 6) sowie in Deutschland (Platz 6).
Mit über 60 Konzerten in Europa, Asien, Neuseeland und Australien befand sich die Band von Ende Januar bis August 2006 auf Tournee. Im Frühjahr 2007 spielten die Simple Minds eine kurze Tour mit INXS in Australien. Im April sowie im Herbst 2008 gaben Jim Kerr und Charlie Burchill einige Konzerte im Rahmen der Night of the Proms.
Im Frühjahr 2008 gab es Pläne für eine Reunion in der Originalbesetzung mit Jim Kerr, Charlie Burchill, Mick MacNeil, Derek Forbes und Brian McGee. Es wurden Studios gebucht, doch schon nach kurzer Zeit scheiterte der Versuch an unüberbrückbaren Differenzen zwischen den Bandmitgliedern. Ende November bis Anfang Dezember feierten die Simple Minds mit Kerr, Burchill und Mel Gaynor ihr 30-jähriges Bestehen mit einigen Shows in Großbritannien. Als Kern der Show spielte die Band ihr Album New Gold Dream aus dem Jahr 1982 erstmals komplett live.
Am 25. Mai 2009 erschien das Album Graffiti Soul in zwei Versionen. Neben dem Standard-Album gibt es ein zusätzliches Doppelalbum mit Coverversionen bekannter Songs. Ab dem Herbst 2009 ging die Band wieder auf Tournee, der Graffiti-Soul-Tour-2009, durch zahlreiche europäische Länder. Neben den Bandmitgliedern Jim Kerr, Charlie Burchill, Mel Gaynor und Eddie Duffy spielte das ehemalige Bandmitglied Andy Gillespie die Keyboards. Nach einigen Konzerten gab Jim Kerr bekannt, dass die Sängerin Sarah Brown die Band für die Tournee verstärken würde.
In gleicher Besetzung begann man im Jahr 2010 die Australian-Tour-2010 und die Festival-Tour-2010, die Fortsetzungen der Graffiti-Soul-Tour waren. Nach dem vorletzten Konzert der Festival-Tour-2010, dem „Polo rockt!“ in Jüchen, Deutschland, verließ Bassist Eddie Duffy die Band und wurde für das letzte Konzert in Paris durch Ged Grimes ersetzt. Ebenfalls 2010 erschien Jim Kerrs erstes Soloalbum unter dem Pseudonym „Lostboy! AKA“.
Anfang 2012 spielte die Band im Rahmen der 5x5-Live-Tour jeweils fünf Songs ihrer ersten fünf Alben der Jahre 1979–1982. Die Tour wurde durch die Veröffentlichungen des 6CD-Box-Sets X5 sowie des Live-Doppelalbums 5x5 Live flankiert.
Am 25. März 2013 wurde das neue Best-of-Album Celebrate: The Greatest Hits+ veröffentlicht. Als Bonus enthält die 2CD-Version die neuen Titel Blood Diamonds und Broken Glass Park (ursprünglich ein Lostboy!-Song) und die 3CD-Version zusätzlich den bereits 2011 im Internet veröffentlichten Titel Stagefright.

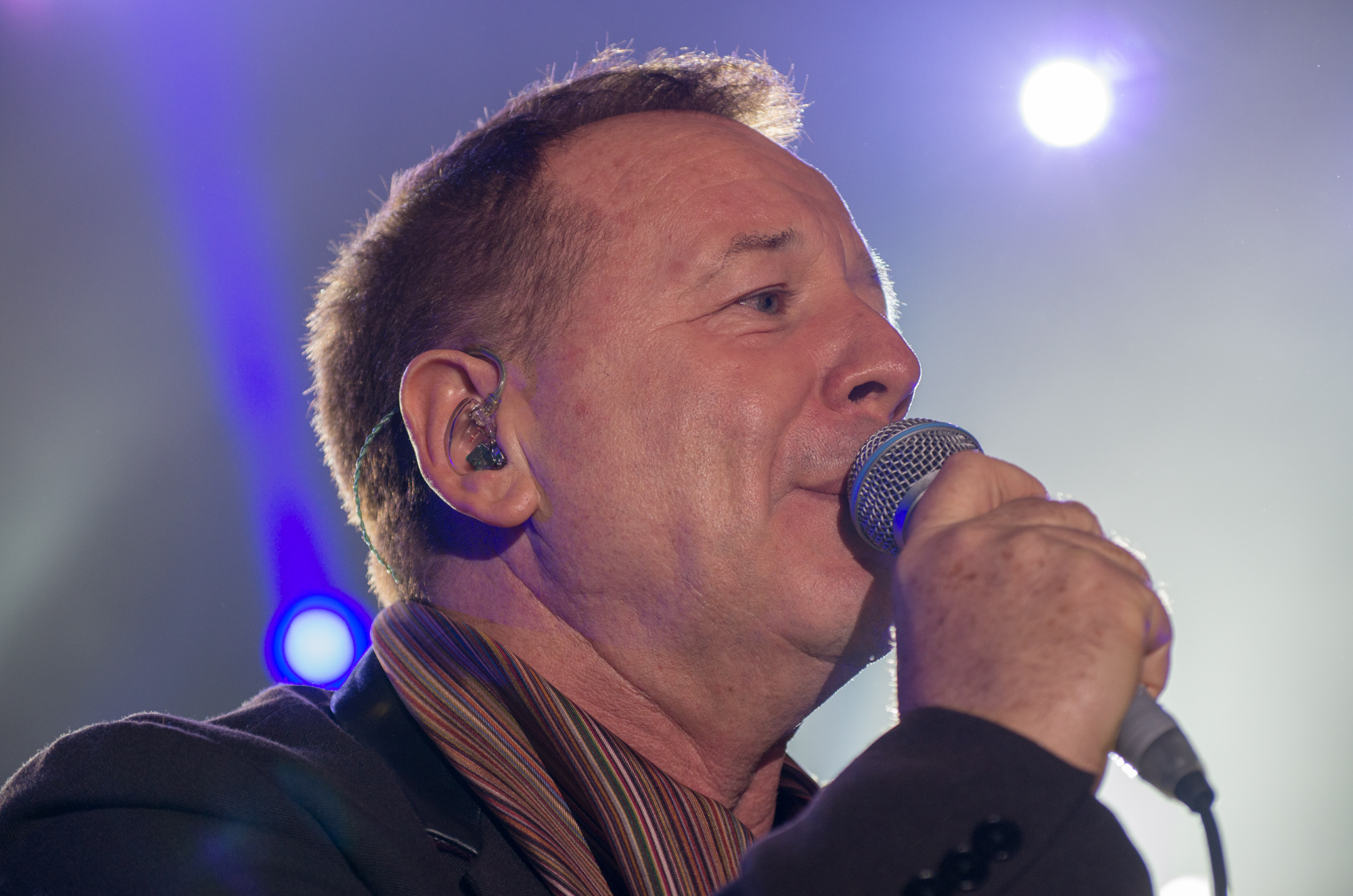
Simple Minds 2014 in Bern

Am 31. Oktober 2014 erschien das Album Big Music in zwei Versionen: Normal-Edition (CD mit 12 Liedern) und Deluxe-Edition-Box (eine CD mit den 12 Liedern der Normal-Edition, eine CD mit zusätzlichen 6 Liedern und eine DVD mit 2 Videos, 3 Clips und den 2 Tracks Behind the Scenes und Band Interviews). Am 14. November 2015 wurde das Album Live – Big Music Tour 2015 (2 CDs mit 29 Liedern) veröffentlicht.
Am 11. November 2016 erschien das Album Acoustic, in dem die Band 12 ihrer Lieder in Akustik-Versionen präsentiert. 16 Lieder der Acoustic-Tournee sind im Album Acoustic in Concert dokumentiert, das im Juni 2017 veröffentlicht wurde.
Am 2. Februar 2018 erschien das Album Walk Between Worlds in zwei Versionen: Normal-Edition (CD mit 8 Liedern) und Deluxe-Edition (eine CD mit den 8 Liedern der Normal-Edition und eine CD mit 3 zusätzlichen Liedern).
Am 4. Oktober 2019 wurde das Livealbum Live In The City Of Angels in zwei Versionen veröffentlicht: Normal-Edition (zwei CDs mit 25 Liedern) und Deluxe-Edition (zwei CDs mit den 25 Liedern der Normal-Edition und zwei CDs mit zusätzlichen 15 Liedern).
Am 21. Oktober 2022 erschien das Studioalbum Direction of the Heart als Vinyl- und CD-Ausgabe. Die Vinyl-Version enthält, wie die CD, 9 Songs und ist auch als farbige LP-Variante erhältlich. Die Deluxe-CD weist mit 11 Songs zwei zusätzliche Lieder auf.

## Diskografie
Studioalben

| Jahr | Titel                                       | Höchstplatzierung, Gesamtwochen/‑monate, AuszeichnungChartplatzierungen (Jahr, Titel, Platzierungen, Wochen/Monate, Auszeichnungen, Anmerkungen) | Höchstplatzierung, Gesamtwochen/‑monate, AuszeichnungChartplatzierungen (Jahr, Titel, Platzierungen, Wochen/Monate, Auszeichnungen, Anmerkungen) | Höchstplatzierung, Gesamtwochen/‑monate, AuszeichnungChartplatzierungen (Jahr, Titel, Platzierungen, Wochen/Monate, Auszeichnungen, Anmerkungen) | Höchstplatzierung, Gesamtwochen/‑monate, AuszeichnungChartplatzierungen (Jahr, Titel, Platzierungen, Wochen/Monate, Auszeichnungen, Anmerkungen) | Höchstplatzierung, Gesamtwochen/‑monate, AuszeichnungChartplatzierungen (Jahr, Titel, Platzierungen, Wochen/Monate, Auszeichnungen, Anmerkungen) | Anmerkungen                                                                |
| Jahr | Titel                                       | DE | AT | CH | UK | US | Anmerkungen                                                                |
| ---- | ------------------------------------------- | --- | --- | --- | --- | --- | -------------------------------------------------------------------------- |
| 1979 | Life in a Day                               | — | — | — | UK30 (6 Wo.)UK | — | Erstveröffentlichung: 31. März 1979                                        |
| 1979 | Real to Real Cacophony                      | — | — | — | — | — | Erstveröffentlichung: 9. November 1979                                     |
| 1980 | Empires and Dance                           | — | — | — | UK41 (3 Wo.)UK | — | Erstveröffentlichung: 12. September 1980                                   |
| 1981 | Sons and Fascination / Sister Feelings Call | — | — | — | UK11 Gold · (7 Wo.)UK | — | Erstveröffentlichung: 11. September 1981 Verkäufe: + 100.000               |
| 1982 | New Gold Dream (81–82–83–84)                | DE47 (1 Wo.)DE | — | — | UK3 Platin · (54 Wo.)UK | US69 (19 Wo.)US | Erstveröffentlichung: 13. September 1982 Verkäufe: + 640.000               |
| 1984 | Sparkle in the Rain                         | DE14 (13 Wo.)DE | — | CH19 (4 Wo.)CH | UK1 Platin · (58 Wo.)UK | US64 (2 Wo.)US | Erstveröffentlichung: 6. Februar 1984 Verkäufe: + 460.000                  |
| 1985 | Once Upon a Time                            | DE5 ×2Doppelgold · (26 Wo.)DE | — | CH7 (19 Wo.)CH | UK1 ×3Dreifachplatin · (83 Wo.)UK | US10 Gold · (42 Wo.)US | Erstveröffentlichung: 21. Oktober 1985 Verkäufe: + 2.495.000               |
| 1989 | Street Fighting Years                       | DE1 Platin · (33 Wo.)DE | AT3 (4½ Mt.)AT | CH1 Platin · (23 Wo.)CH | UK1 ×2Doppelplatin · (29 Wo.)UK | US70 (12 Wo.)US | Erstveröffentlichung: 2. Mai 1989 Verkäufe: + 2.045.000                    |
| 1991 | Real Life                                   | DE3 Gold · (37 Wo.)DE | AT11 (14 Wo.)AT | CH2 Platin · (29 Wo.)CH | UK2 Platin · (25 Wo.)UK | US74 (11 Wo.)US | Erstveröffentlichung: 8. April 1991 Verkäufe: + 1.110.000                  |
| 1995 | Good News from the Next World               | DE4 Gold · (22 Wo.)DE | AT6 (15 Wo.)AT | CH1 Gold · (19 Wo.)CH | UK2 Gold · (14 Wo.)UK | US87 (7 Wo.)US | Erstveröffentlichung: 30. Januar 1995 Verkäufe: + 525.000                  |
| 1998 | Néapolis                                    | DE9 (8 Wo.)DE | AT15 (8 Wo.)AT | CH7 (8 Wo.)CH | UK19 (3 Wo.)UK | — | Erstveröffentlichung: 16. März 1998                                        |
| 2001 | Neon Lights                                 | DE58 (1 Wo.)DE | — | CH65 (2 Wo.)CH | — | — | Erstveröffentlichung: 8. Oktober 2001                                      |
| 2002 | Cry                                         | DE38 (6 Wo.)DE | — | CH35 (8 Wo.)CH | UK80 (1 Wo.)UK | — | Erstveröffentlichung: 1. April 2002                                        |
| 2004 | Our Secrets Are the Same                    | — | — | — | — | — | Erstveröffentlichung: 18. Oktober 2004 als Teil der Kompilation Silver Box |
| 2005 | Black & White 050505                        | DE6 (9 Wo.)DE | AT63 (2 Wo.)AT | CH20 (6 Wo.)CH | UK37 (2 Wo.)UK | — | Erstveröffentlichung: 9. September 2005                                    |
| 2009 | Graffiti Soul                               | DE14 (12 Wo.)DE | AT60 (1 Wo.)AT | CH8 (8 Wo.)CH | UK10 (4 Wo.)UK | — | Erstveröffentlichung: 22. Mai 2009                                         |
| 2014 | Big Music                                   | DE16 (3 Wo.)DE | AT68 (1 Wo.)AT | CH20 (3 Wo.)CH | UK12 (4 Wo.)UK | — | Erstveröffentlichung: 31. Oktober 2014                                     |
| 2016 | Acoustic                                    | DE39 (2 Wo.)DE | — | CH33 (1 Wo.)CH | UK16 Silber · (6 Wo.)UK | — | Erstveröffentlichung: 11. November 2016 Verkäufe: + 60.000                 |
| 2018 | Walk Between Worlds                         | DE7 (3 Wo.)DE | AT36 (2 Wo.)AT | CH5 (5 Wo.)CH | UK4 (3 Wo.)UK | — | Erstveröffentlichung: 2. Februar 2018                                      |
| 2022 | Direction of the Heart                      | DE7 (3 Wo.)DE | AT22 (1 Wo.)AT | CH7 (3 Wo.)CH | UK4 (2 Wo.)UK | — | Erstveröffentlichung: 21. Oktober 2022                                     |

grau schraffiert: keine Chartdaten aus diesem Jahr verfügbar

## Tourneen
- Simple Minds Tour 1978
- Life in a Day Tour 1979
- Real to Real Cacophony Tour 1980
- Empires and Dance Tour 1980/81
- Sons and Fascination Tour 1981/82
- New Gold Tour 1982/83
- Tour du Monde 1983/84
- Once Upon a Time Tour 1985/86
- Street Fighting Years Tour 1989
- Real Life Tour 1991
- Good News from the Next World Tour 1995
- Festival Tour 1997
- Neapolis Tour 1998
- The Floating World Tour 2002
- Alive and Kicking Tour 2003
- Festival Tour 2004
- Black and White Tour 2006
- Australian Tour 2007
- 30 Years Live Tour 2008/09
- Graffiti Soul Tour 2009
- Australian und Festival Show Summer Tour 2010
- Greatest Hits Forest Tour 2011
- 5X5 Tour 2012
- Festival Shows Tour 2012
- Big Music Tour + Greatest Hits 2014/15
- Acoustic Tour 2017
- Walk Between Worlds Tour 2018
- 40 Years of Hits Tour 2020
- Global Tour 2024
- Summer Tour 2025

## Trivia
1986 benannte sich die Bremer Fun-Punk-Band Dimple Minds nach der Gruppe.